# (531142) 2012 FL84
(531142) 2012 FL84 est un objet transneptunien considéré comme faisant partie des  objets épars d'environ 193 km de diamètre.